# Agavoideae
Agavoideae is een botanische naam, voor een onderfamilie van eenzaadlobbige planten. Of een dergelijke onderfamilie erkend wordt en met welke plaatsing en samenstelling zal nogal eens wisselen, afhankelijk van de taxonomische opvatting.
In een artikel dat het APG III-systeem (2009) begeleidt, worden er in de Aspergefamilie (Asparagaceae) zeven onderfamilies onderscheiden, waarvan dit er dan een is. In dat geval is de samenstelling van de groep dezelfde als die in het APG II-systeem (2003) (eventueel) onderscheiden werd als de familie Agavaceae.
Ze is niet direct te vergelijken met die familie in het APG-systeem (1998), omdat aldaar Anemarrhena asphodeloides nog een eigen familie Anemarrhenaceae vormde, Behnia reticulata de familie Behniaceae en APG I ook de familie Herreriaceae (een klein dozijn soorten) erkende, alsook de familie Anthericaceae (veel groter).
De groep, zoals erkend door APG III, bevat woestijnplanten of planten uit halfdroge gebieden: de groep omvat geslachten zoals Agave, Hosta en Yucca, in totaal enige honderden soorten in zo'n twee dozijn geslachten die wereldwijd in warme en tropische streken voorkomen.